# Drymarchon
Drymarchon är ett släkte av ormar. Arterna kallas ofta på svenska för indigosnokar. Drymarchon ingår i familjen snokar.
Släktets arter är med en längd över 1,5 meter och ibland 2,5 meter stora ormar. De förekommer från Nordamerika över Centralamerika till norra Sydamerika. Individerna vistas i torra eller fuktiga skogar och buskskogar. De jagar olika mindre ryggradsdjur. Honor lägger ägg.
Arter enligt Catalogue of Life:
- Drymarchon caudomaculatus
- Drymarchon corais
- Östlig indigosnok (Drymarchon couperi)
- Drymarchon melanurus

The Reptile Database listar ytterligare två arter:
- Drymarchon kolpobasileus
- Drymarchon margaritae